# 古德懷恩 (伊利諾伊州)
古德懷恩（英語：Goodwine）是位於美國伊利諾伊州易洛魁縣的一個非建制地區。該地的面積和人口皆未知。

## 地理
古德懷恩的座標為40°34′02″N 87°47′04″W / 40.56722°N 87.78444°W，而該地的平均海拔高度為201米（即659英尺）。